# Rhoicinus
Rhoicinus is een geslacht van spinnen uit de  familie van de Trechaleidae.

## Soorten
- Rhoicinus andinus Exline, 1960
- Rhoicinus fuscus (Caporiacco, 1947)
- Rhoicinus gaujoni Simon, 1898
- Rhoicinus lugato Höfer & Brescovit, 1994
- Rhoicinus rothi Exline, 1960
- Rhoicinus schlingeri Exline, 1960
- Rhoicinus urucu Brescovit & Oliveira, 1994
- Rhoicinus wallsi Exline, 1950
- Rhoicinus wapleri Simon, 1898
- Rhoicinus weyrauchi Exline, 1960